# Barbara Diggens
Barbara Diggens (aussi connue sous le nom de Barbara Cooper), née le 8 octobre 1949 à Brighton, est une joueuse professionnelle de squash représentant l'Angleterre puis le Canada. Elle est championne du monde par équipes en 1979.
Après sa carrière de joueuse, elle est devenue entraîneur à temps plein dans son pays d'adoption, le Canada.

## Biographie
Elle représente la Grande-Bretagne lors de deux championnats du monde par équipes (1979 et 1981) et entraîne l'équipe anglaise de 1979 à 1986. Elle remporte également le British Open 35+ Championship en 1986.
Elle immigre au Canada depuis son Angleterre natale en 1988.
En 1988, Barbara Diggens est attirée au Canada et plus particulièrement à Toronto car le nouveau Mayfair Lakeshore Racquet Club vient d'être construit et ils veulent un entraîneur de haut niveau pour le club - quelqu'un qui deviendrait un phare pour les joueurs de la ville.
En 1992 et en 1993, elle remporte le championnat du monde féminin des plus de 40 ans.

## Palmarès

### Titres
- Championnats du monde par équipes : 1979
- Championnats d'Europe par équipes : 4 titres  (1980-1983)